# Altare papale
L'altare papale è un altare maggiore di particolare rilevanza, presso cui solo il papa o pochi altri sacerdoti possono celebrare il rito dell'eucaristia.
Esso è presente nelle basiliche papali e nelle due basiliche pontificie di Loreto e Padova.

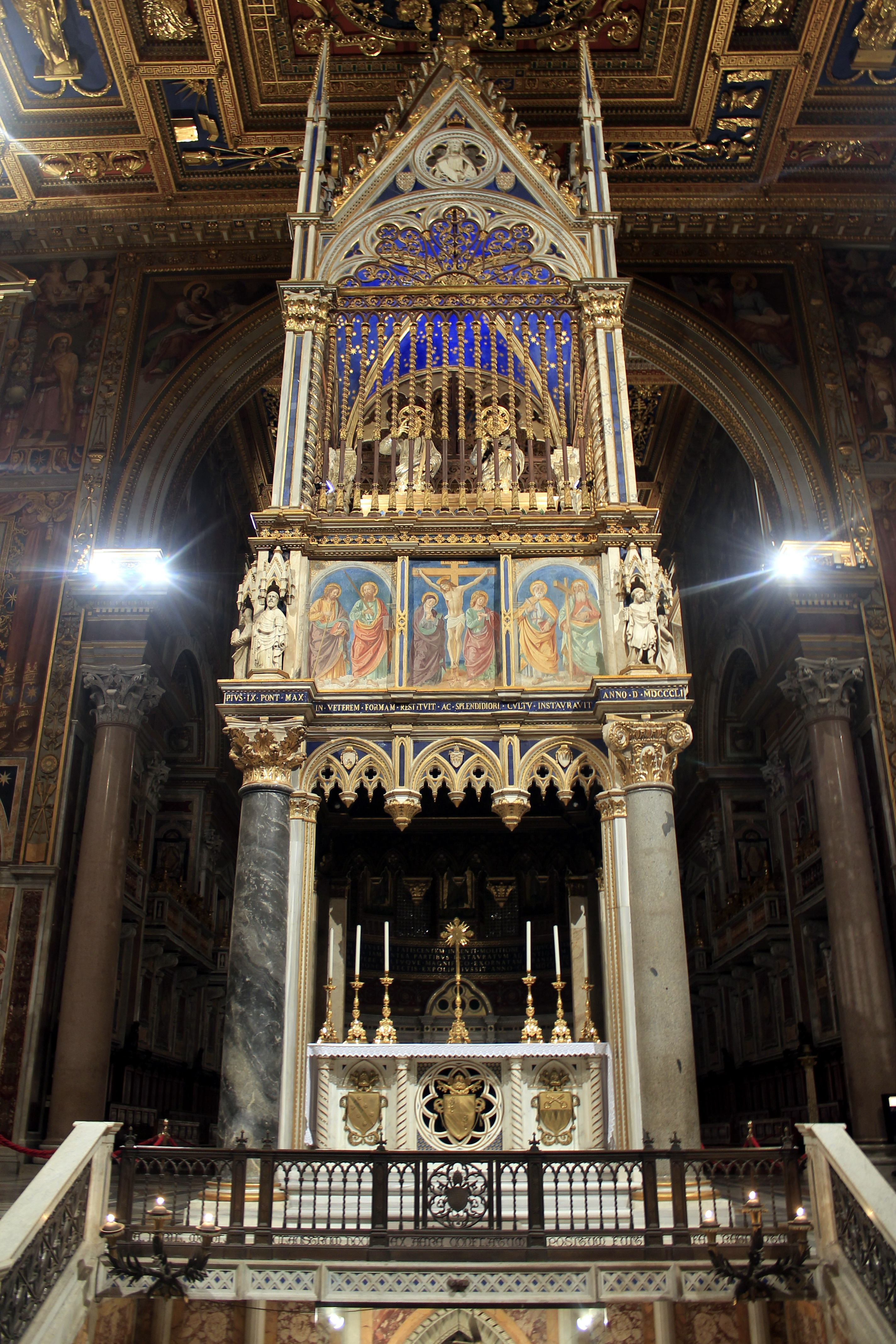
San Giovanni in Laterano
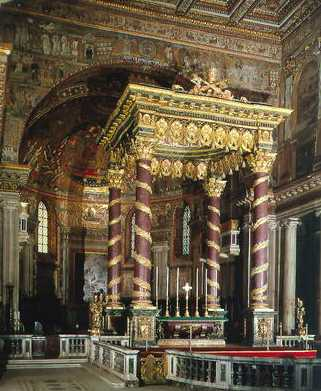
Santa Maria Maggiore
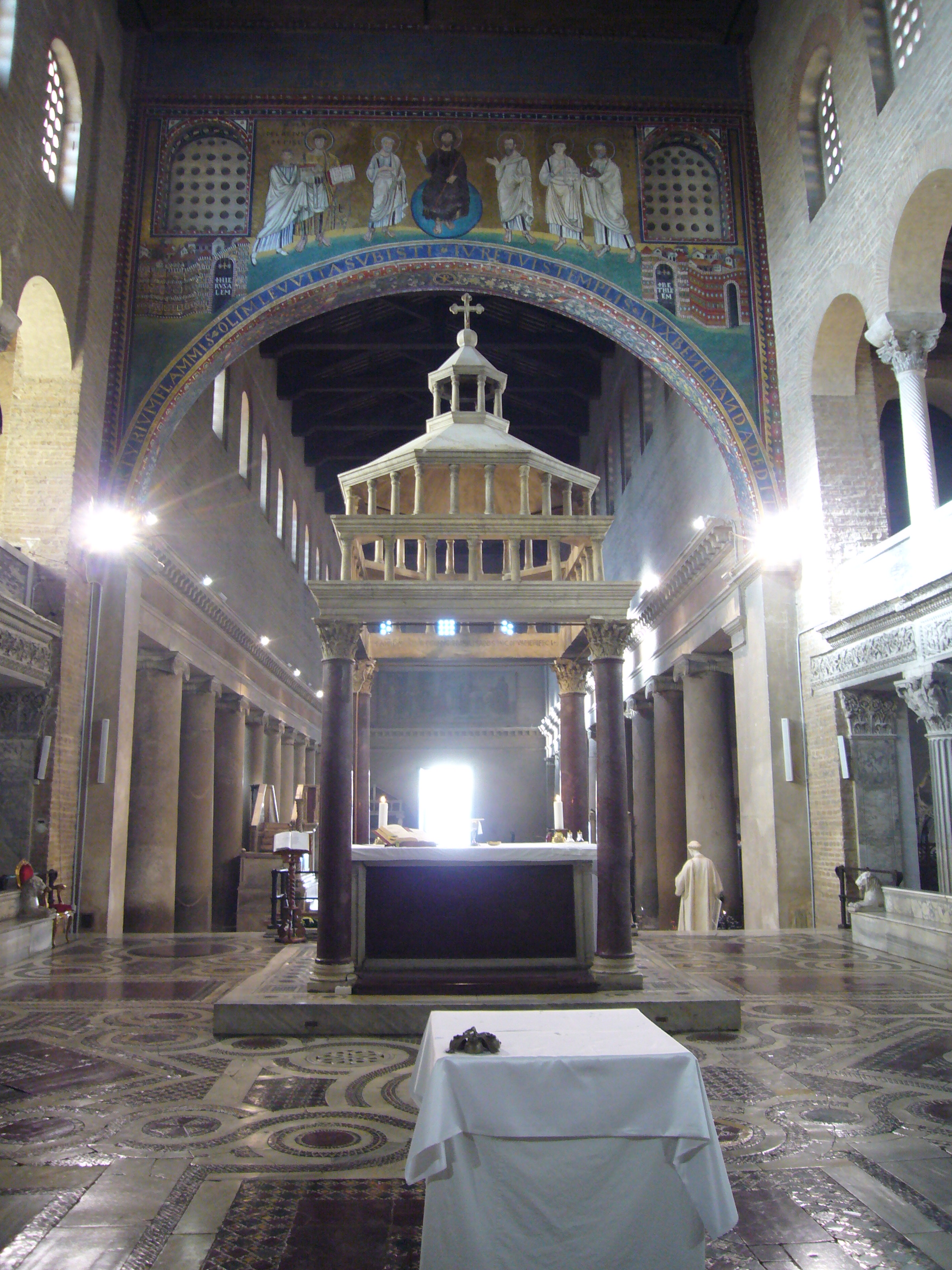
San Lorenzo fuori le mura
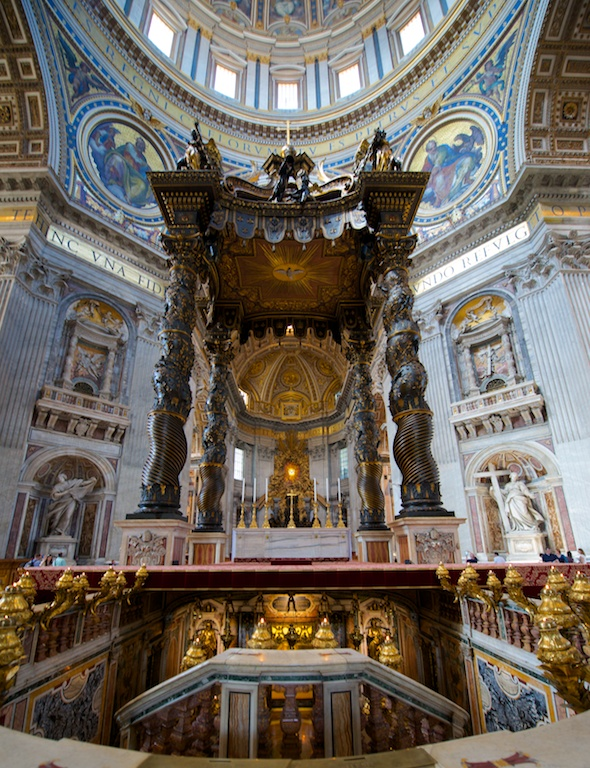
San Pietro in Vaticano
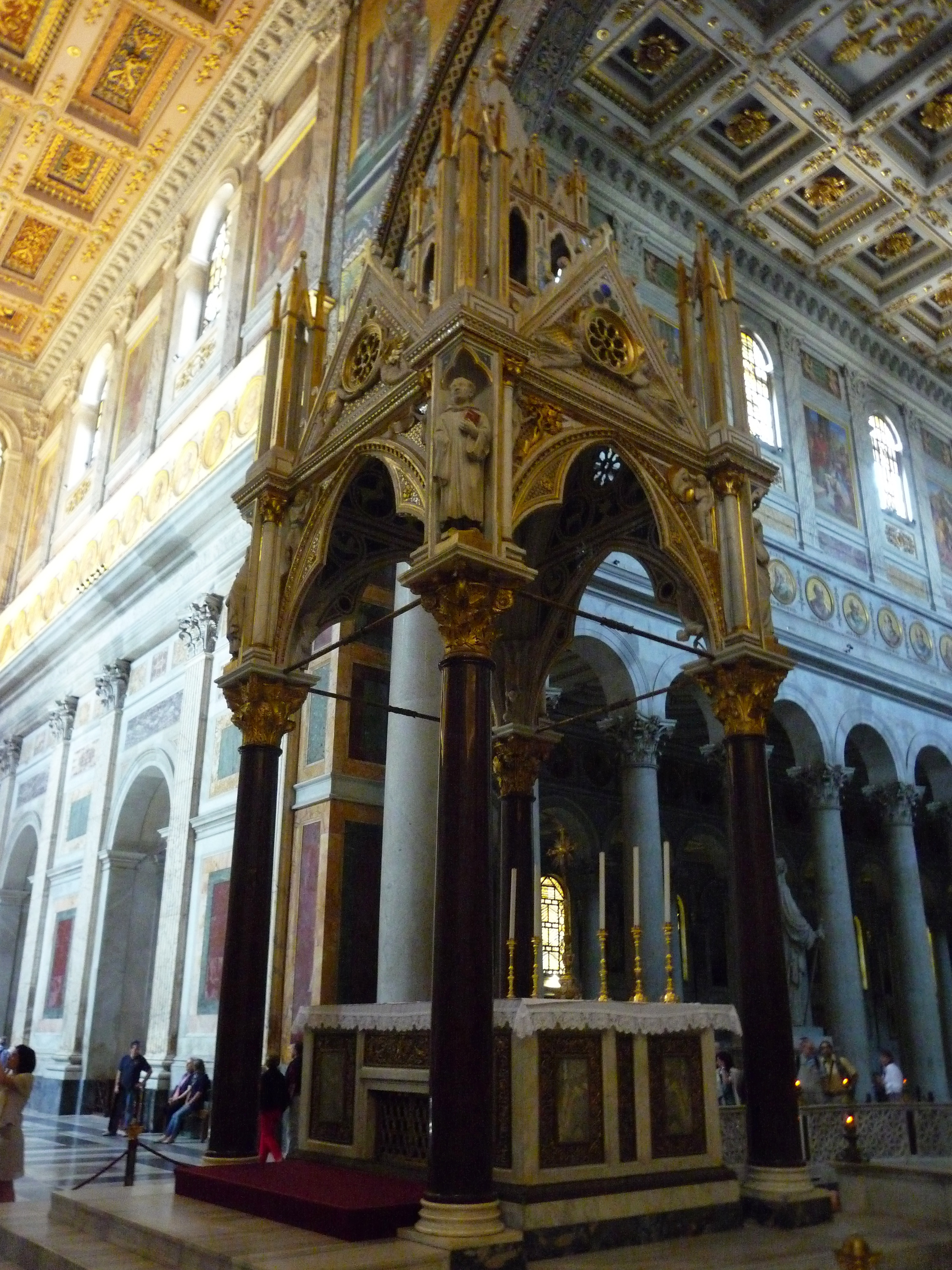
San Paolo fuori le mura
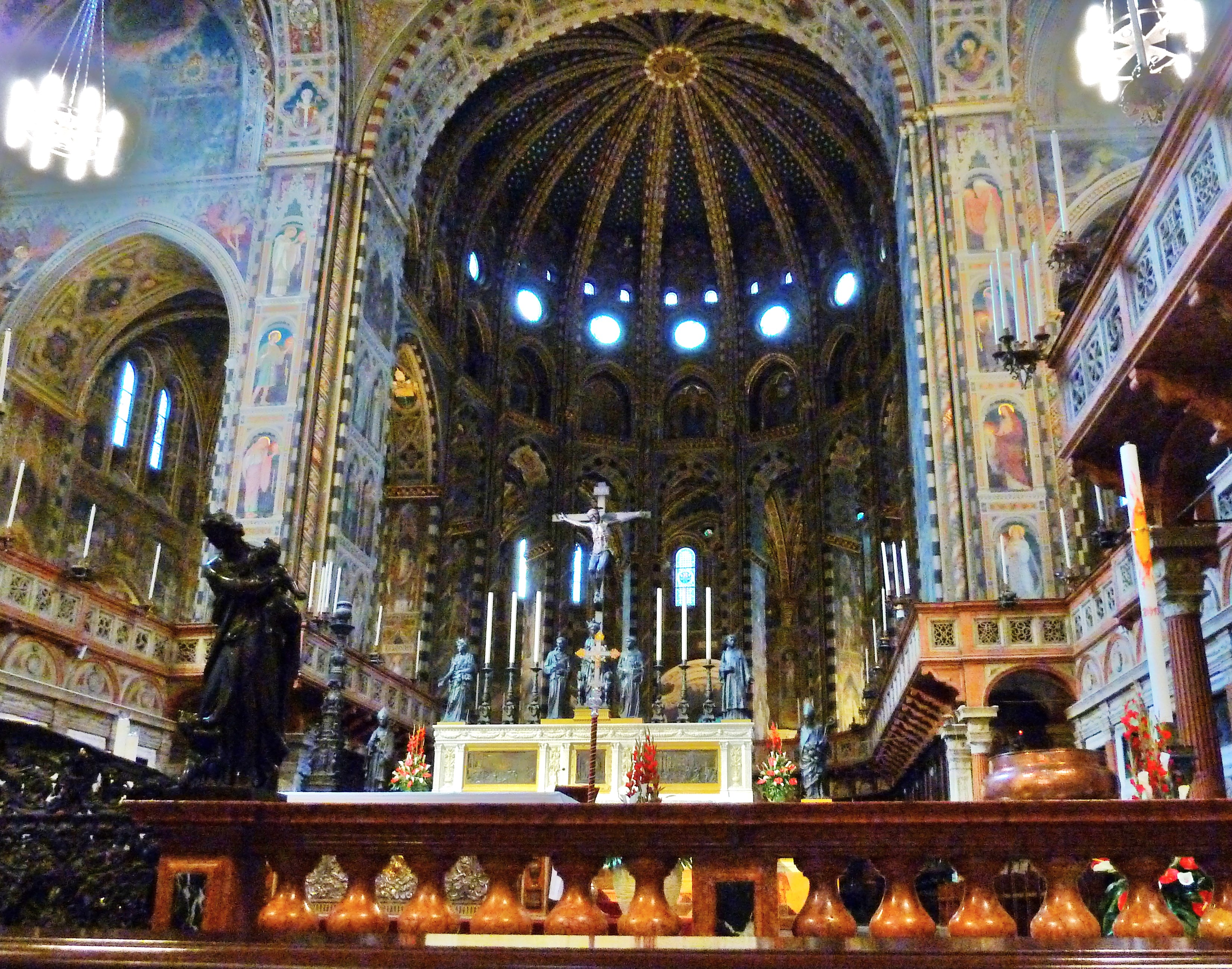
Sant'Antonio di Padova
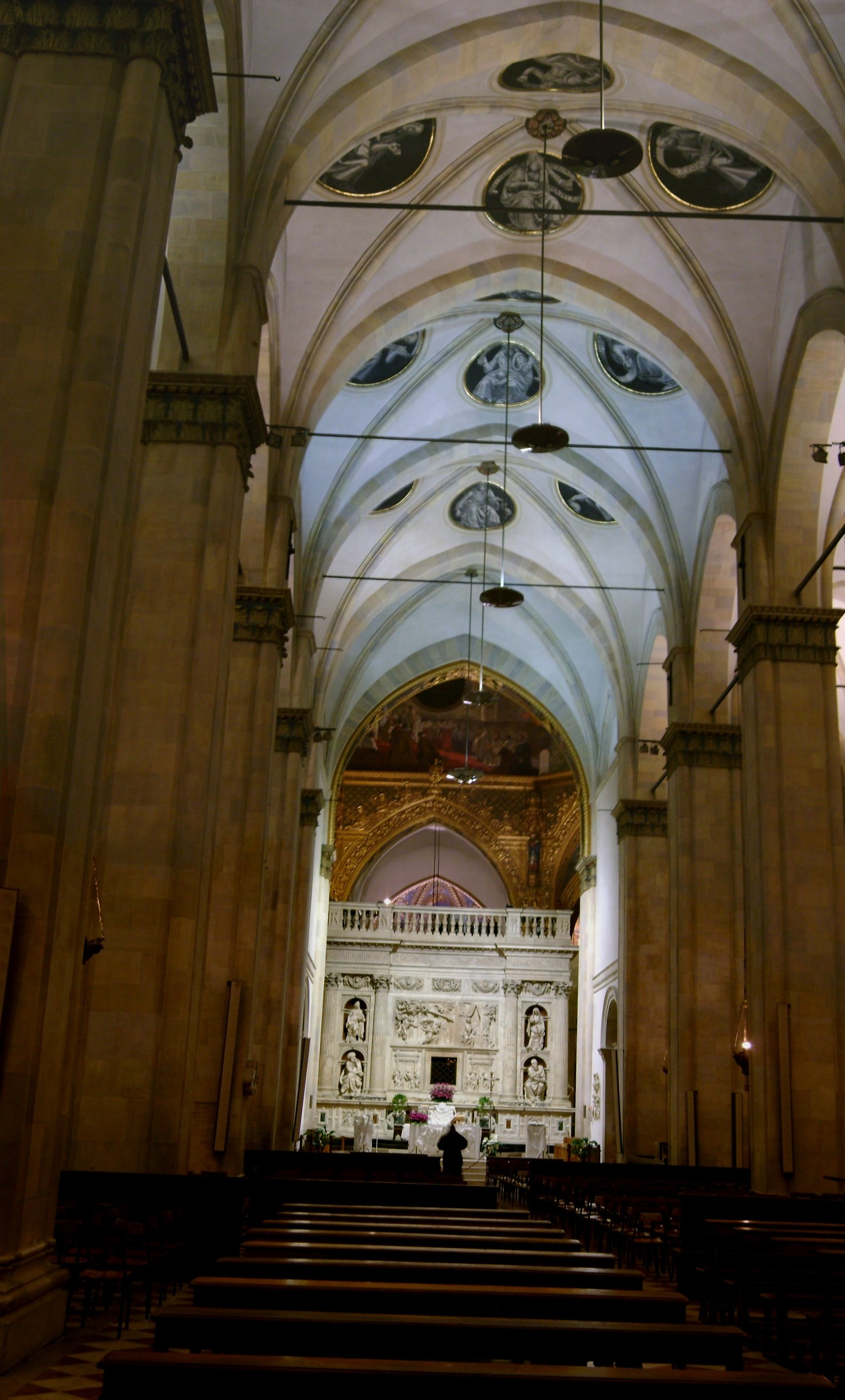
Santuario di Loreto
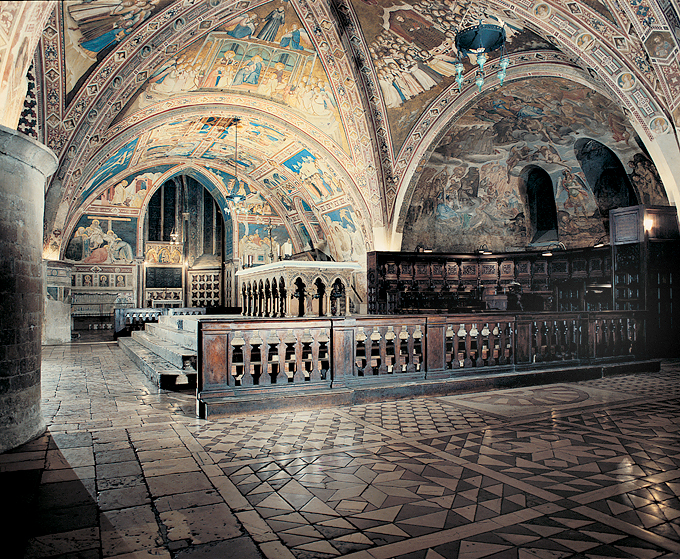
Basilica inferiore di San Francesco
Santa Maria degli Angeli

## Regolamentazione dell'altare
L'utilizzo degli altari papali è stato revisionato dalla Peculiare Ius, lettera apostolica in forma di Motu proprio dell'8 febbraio 1966, emanata da papa Paolo VI.
Prima del 1966, solo il papa o sacerdoti espressamente da lui autorizzati potevano celebrare su un altare papale; da allora la possibilità è stata estesa, limitatamente alle basiliche papali di Roma (Laterano, San Pietro, San Paolo fuori le mura, Santa Maria Maggiore, San Lorenzo fuori le mura) e solo quando non è il Pontefice stesso a celebrare, a:
- qualunque vescovo che accompagni un grande numero di pellegrini
- il cardinale arciprete della basilica di San Pietro o, se egli è defunto o assente da Roma, il suo vescovo ausiliario o un suo delegato
- nell'Arcibasilica Lateranense, il cardinale vicario o il suo vescovo ausiliario
- nella basilica di San Paolo fuori le mura, l'abate di San Paolo
- nella basilica di San Lorenzo fuori le mura, l'abate commendatario.